# Paraptychodes fulva
Paraptychodes fulva là một loài bướm đêm trong họ Geometridae.